# Кляпетура Сергій Іванович
Кляпетура Сергій Іванович (нар. 16 листопада 1971, с. Кадиївці, Кам'янець-Подільський район, Хмельницька область) — художник, скульптор.

## Біографічні дані
Народився 16 листопада 1971 року в с. Кадиївці Кам'янець-Подільського району Хмельницької області. Батько — Іван Васильович Кляпетура, художник-педагог, став першим вчителем у світі мистецтва. Мати, Кляпетура Ольга Арсенівна, працювала у галузі сільського господарства.
У 1985 році Сергій закінчив К-П ДХШ в творчій майстерні О. Брензея. Навчався у Республіканському художньо-педагогічному училищі в Кишиневі МССР на відділенні скульптури під керівництвом фахових викладачів Є. О. Зіброва та О. І. Гудзікевича (1986—1990). Під час навчання брав участь у студентських виставках, зокрема — «Скульптура в пленері» (ІІ трієнале, Кишинів, 1990). У 1990 році вступив до Львівського державного інституту прикладного та декоративного мистецтва. Брав участь у реставрації скульптурного оздоблення ратуші в [Бучач|м. Бучач] (1993—1994) — робіт майстра скульптури І. Г. Пінзеля). У 1996 році закінчив Львівську національну академію мистецтв під керівництвом викладачів з фаху І. М. Самотоса, А. П. Крвавича, М. В. Лозинського, Ю. Е. Миська. Захистив дипломну роботу на тему «Скульптурний іконостас для церкви св. Трійці, м. Львів» (похвала державної екзаменаційної комісії). Після закінчення академії на запрошення фірми «ANTICVES» виконував скульптурні композиції в Польщі (Варшава).
У 2006 році закінчив магістратуру в Кам'янець-Подільському національному університеті імені Івана Огієнка та розпочав викладацьку діяльність в університеті на кафедрі образотворчого і декоративно-прикладного мистецтва та реставрації творів мистецтва; забезпечує навчальні курси «Рисунок», «Скульптура» на спеціальностях «Реставрація творів мистецтва», «Образотворче і декоративно-прикладне мистецтво», «Педагогіка і методика середньої освіти. Образотворче мистецтво».
Результати власних науково-практичних розвідок апробує під час всеукраїнських і міжнародних конференцій, наслідком чого є публікації у фахових виданнях: звітні конференції за результатами наукових досліджень викладачів КПНУ імені Івана Огієнка (2007, 2008, 2009, 2010); Міжнародний науково-практичний семінар «Мистецька спадщина Поділля у контексті полікультурного європейського простору», К-П (2010).
Творчі здобутки митця охоплюють як вітчизняні, так і світові терени: учасник семінару з реставрації скульптури та архітектури, Венеція, Італія (2004); учасник симпозіуму скульптури, Укмерге, Литва (2005); організатор та учасник Міжнародного симпозіуму скульптури «PETRAMANIA», К-П, Україна (2008); посів II місце у конкурсі ескізних проектів пам'ятника кн. Коріатовичам, К-П (2009); посів І місце у фестивалі снігової та крижаної скульптури Мистецьке об'єднання «Дзига», Львів, Україна (2009); у складі української команди став переможцем Всесвітнього фестивалю снігової скульптури «L'INTERNATIONAL DE SCULPTURE SUR NEIGE DU CARNAVAL DE QUÉBEC», Квебек, Канада (2009); рельєфна композиція св. ап. Петра і Павла, церква св. ап. Петра і Павла, К-П, Україна(2009); організатор та учасник II Міжнародного симпозіуму скульптури «PETRAMANIA», К-П, Україна (2009); на запрошення ректора Тбіліської академії мистецтв Гії Бугадзе став учасником і переможцем фестивалю крижаної скульптури «TOWN OF ICE», Бакуріані, Грузія (2010); організатор та учасник III Міжнародного симпозіуму скульптури «PETRAMANIA», К-П, Україна (2010). Член НСХ України (2010).
У 2015 році митець виборов грантову стипендію Міністра культури Польщі GAUDE POLONIA і піврічне стажування, яке передбачало створення великого проекту у сфері реставрації творів з каміння. Стажування проходило у Варшавському університеті під керівництвом професора Януша Смази.